# Golf van Biskaje
De Golf van Biskaje, Spaans: Golfo de Vizcaya, Frans: Golfe de Gascogne, Occitaans: Golf de Gasconha, Baskisch: Bizkaiko Golkoa, is een zeeboezem tussen Frankrijk en Spanje die zich uitstrekt van Bretagne tot de noordkust van Spanje. Het is een deel van de Atlantische Oceaan en ligt ten zuiden van de Keltische Zee. De golf is naar de Spaanse provincie Biskaje genoemd.
Het zuidelijk deel wordt ook wel Cantabrische Zee genoemd, naar Cantabrië; deze naam, Mar Cantábrico, is in Spanje zelfs gebruikelijker dan Golfo de Vizcaya, behalve in het Baskenland.
Het Internationale Hydrografische Organisatie heeft de grenzen van de Golf van Biskaje als volgt gedefinieerd, een lijn van:
- Cap Ortegal in noordwest Spanje (43° 46′ NB, 7° 52′ WL) naar
- Penmarch Point aan de zuidkust van het schiereiland Bretagne (47° 48′ NB, 4° 22′ WL).

Het heeft hiermee een oppervlakte van circa 223 000 km².
De belangrijkste havensteden aan de Golf van Biskaje zijn in Frankrijk: Lorient, Bordeaux, Bayonne en in Spanje: Pasaia, San Sebastian, Bilbao en Santander.
De golf kent een ondiep deel in het noordoosten, onderdeel van het continentaal plat, en een diep deel in het zuidwesten. De grootste diepte ligt op 4735 meter onder de zeespiegel en het gemiddelde op 1774 meter. Door de combinatie van de overwegende windrichting en de zeestromingen wordt de golf in de zeevaart als behoorlijk gevaarlijk beschouwd, althans voor kleine en middelgrote vaartuigen.
In maart en april komt in de golf algenbloei voor, aan de oppervlakte drijven wolken fytoplankton.

## Geschiedenis
Op 22 mei 1703 vond in de Golf van Biskaje een zeeslag plaats, de Slag bij Cap de la Roque. Een koopvaardijvloot beschermd door Nederlandse oorlogsschepen, onder leiding van kapitein Roemer Vlacq, ontmoette op die dag een eskader van Franse oorlogsbodems. De Franse overmacht was echter te groot en het Nederlands flottielje werd tot overgave gedwongen terwijl het handelskonvooi wist te ontsnappen.
Dichter Hendrik Marsman overleed op 21 juni 1940 toen het schip waarmee hij Zuid-Frankrijk vanwege de Tweede Wereldoorlog wilde ontvluchten verging in de Golf van Biskaje.
Op 11 april 1970 zonk de K-8, Sovjet-Russische nucleaire onderzeeboot van de Novemberklasse, na een brand. Op 8 april was de brand uitgebroken en was de onderzeeër onbestuurbaar geworden. Een paar dagen later ging hij ten onder in een storm waarbij 52 bemanningsleden om het leven kwamen. Het wrak ligt op 4680 meter op de zeebodem op zo'n 490 kilometer ten noorden van Spanje. Wegens de grote diepte is het wrak niet geborgen.